# Hysterosalpingografie
Hysterosalpingografie (HSG) is een onderzoek dat wordt toegepast in het kader van onvruchtbaarheidsonderzoek. Hierbij wordt een hysterosalpingogram genomen, een röntgenfoto van de baarmoeder (hystero) en de eileiders (salpingo) die gevuld zijn met een röntgen-contrastvloeistof. Door middel van deze techniek kan een arts bepalen of de eileiders van een vrouw al dan niet open, gezwollen of geblokkeerd zijn. Daarnaast geeft de test ook de omvang, vorm en structuur van de baarmoeder weer.

## Bijwerkingen
- Krampen (vergelijkbaar met menstruatiepijn)
- Vaginaal bloedverlies (vaak kortdurend)
- Licht gevoel in het hoofd
- Vasovagale syncope (kortdurend flauwvallen)
- Allergische reactie op de kleurstof
- Infecties